# Dajana Eitberger
Dajana Eitberger, född 7 januari 1991 i Ilmenau, är en tysk idrottare som deltar i rodel.
Eitberger har vunnit en bronsmedalj vid världsmästerskapet 2016 och två guldmedaljer vid Europamästerskapen 2015. Hon ingick i det tyska laget som deltog vid olympiska vinterspelen 2018.
I världscupen i rodel kom hon 2014/2015 på andra platsen.